# Циса борнейська
Циса борнейська (Cissa jefferyi) — вид горобцеподібних птахів родини воронових (Corvidae).

## Поширення
Вид мешкає на північному сході острова Борнео.

## Опис
Вид має білі м'ясисті кільця навколо очей, на відміну від червоних кілець у інших видів роду.